# Guy Lobrichon
Guy Lobrichon, né en 1945, est un historien français de la culture et de la religion au Moyen Âge.

## Biographie
Après avoir été le collaborateur de Georges Duby au Collège de France, il y devient maître de conférences en 1994. Guy Lobrichon a été professeur à l'université d'Avignon et des Pays de Vaucluse.
Ses recherches portent notamment sur l'acculturation religieuse des laïcs dans l'occident médiéval, l'histoire du lien social aux IXe – XIIIe siècles et l’histoire des patrimoines matériels et immatériels dans le haut Moyen Âge.

## Publications

### Ouvrages
- Bourgogne romane, Paris, Zodiaque, coll. « La nuit des temps », 2015, 372 p.
- Les moines d'Occident : l'éternité de l'Europe, Paris, Gallimard, coll. « Découvertes Gallimard / Histoire » (no 518), 2007, 160 p.
- L'histoire de Venise par la peinture, (sous la direction de Georges Duby et de Guy Lobrichon), Paris, Citadelles & Mazenod, 2006, 495 p.
- Héloïse: l'amour et le savoir, Paris, Gallimard, coll. « Bibliothèque des histoires », 2005, 371 p. (ISBN 978-2-07-077222-3).

- Prix Monseigneur-Marcel 2006 de l’Académie française
- 1099, Jérusalem conquise, Paris, Seuil, 1998, 142 p.
- Le Moyen âge aujourd'hui : trois regards contemporains sur le Moyen âge : histoire, théologie, cinéma : actes de la rencontre de Cerisy-la-Salle (1991), (sous la dir. de Jacques Le Goff et Guy Lobrichon), Paris, le Léopard d'Or, 1998, 333 p.
- Georges Duby : l'écriture de l'histoire, (sous la responsabilité de Claudie Duhamel-Amado et Guy Lobrichon, préface de Jean Lacouture), Bruxelles, De Boeck Université, 1996, 492 p.
- La religion des laïcs en Occident : XIe – XVe siècles, Paris, Hachette, 1994, 242 p.
- Bernard de Clairvaux : histoire, mentalités, spiritualité / Colloque de Lyon-Cîteaux-Dijon, (introduction par Dominique Bertrand et Guy Lobrichon), [Titre d'ensemble :  Œuvres complètes / Bernard de Clairvaux. Tome 1, Introduction générale], Paris : les Éd. du Cerf, 1992, 751 p.
- « Moines et clercs à Sens et Auxerre au Xe siècle : culture et société » in  Mittellateinisches Jahrbuch, 1991, p. 277-294.
- L'élection du chef de l'État en France : de Hugues Capet à nos jours, Entretiens d'Auxerre 1987, (publiés par Léo Hamon et Guy Lobrichon), Paris, Beauchesne, 1988, 241 p.
- Assise : les fresques de la basilique inférieure, Paris, Éd. du Cerf, 1985, 172 p.
- Le Moyen âge et la Bible, (sous la dir. de Pierre Riché et Guy Lobrichon), Paris; Beauchesne, 1984, 639 p.

### Articles
- Guy Lobrichon, « L'atelier auxerrois aux Xe et XIe siècles », dans L'école carolingienne d'Auxerre, de Murethach à Remi, 830-908, Entretiens d'Auxerre 1989, Éditions Beauchesne, 1991 (lire en ligne), p. 59-70